# 石川宗恒
石川 宗恒（いしかわ むねつね）は、江戸時代の伊達氏家臣。仙台藩の家格は一門筆頭。角田石川家第5代当主。

## 生涯
万治2年（1659年）、岩出山伊達氏第2代当主・伊達宗敏の六男として生まれる。幼名は右衛門。
貞享元年（1684年）、母（千代鶴姫）の弟角田石川家第4代当主・石川宗弘の養子となる。貞享2年（1685年）、前藩主伊達綱宗の偏諱を受け、通称を中務、諱を宗恒と名乗る。その後、通称を大和と改めた。元禄元年（1688年）8月、養父宗弘の娘玉千代姫と結婚。元禄2年（1689年）8月、玉千代姫が死去。元禄3年（1690年）伊達敏親の養子となっていた、宗弘の末子、松之助（村弘）を呼び戻し養嗣子にする。元禄4年（1691年）1月、養父宗弘の死去により家督相続し、角田邑主となる。
元禄6年（1693年）専制政治を行う藩主伊達綱村に対する一門の不満が高まり、一門七家8名（石川宗恒、伊達宗氏、伊達宗元、伊達村隆、伊達宗親、白川宗広、三沢宗直、伊達村元）によって諫言書を提出した。この君臣の対立は、元禄16年（1703年）の綱村隠居へと繋がった。
元禄9年（1696年）4月13日死去。享年38。家督は養子の村弘が相続した。